# Pays-Bas aux Jeux olympiques d'été de 1992
Les Pays-Bas participe aux Jeux olympiques d'été de 1992 à Barcelone en Espagne. Il s'agit de sa 19e participation à des Jeux d'été. 
Il y remporte quinze médailles : deux en or, six en argent et sept en bronze, se situant à la vingtième place des nations au tableau des médailles. La joueuse de hockey Carina Benninga est le porte-drapeau d'une délégation néerlandaise comptant 220 sportifs.

## Médaillés
| Médaille | Nom | Sport       | Compétition                   |
| -------- | --- | ----------- | ----------------------------- |
| Or       | Ellen van Langen | Athlétisme  | 800m                          |
| Or       | Jos Lansink, Piet Raymakers et Jan Tops | Équitation  | Saut d'obstacles par équipe   |
| Argent   | Orhan Delibaş | Boxe        | Poids super-welters (-71 kg)  |
| Argent   | Erik Dekker | Cyclisme    | Course en ligne sur route     |
| Argent   | Léon van Bon | Cyclisme    | Course aux points             |
| Argent   | Piet Raymakers | Équitation  | Saut d'obstacles individuel   |
| Argent   | Tineke Bartels, Ellen Bontje, Anky van Grunsven and Annemarie Sanders | Équitation  | Dressage par équipe           |
| Argent   | Edwin Benne, Peter Blangé, Ron Boudrie, Henk-Jan Held, Martin van der Horst, Marko Klok, Olof van der Meulen, Jan Posthuma, Avital Selinger, Martin Teffer, Ronald Zoodsma et Ron Zwerver | Volley-ball | Men's Team Competition        |
| Bronze   | Arnold Vanderlyde | Boxe        | Poids lourds (-91 kg)         |
| Bronze   | Monique Knol | Cyclisme    | Course en ligne sur route     |
| Bronze   | Ingrid Haringa | Cyclisme    | Vitesse                       |
| Bronze   | Theo Meijer | Judo        | Moins de 94 kg                |
| Bronze   | Irene de Kok | Judo        | Moins de 72 kg                |
| Bronze   | Nico Rienks et Henk-Jan Zwolle | Aviron      | Deux de couple                |
| Bronze   | Dorien de Vries | Voile       | Planche à voile Lechner A-390 |